# Stereoskopia

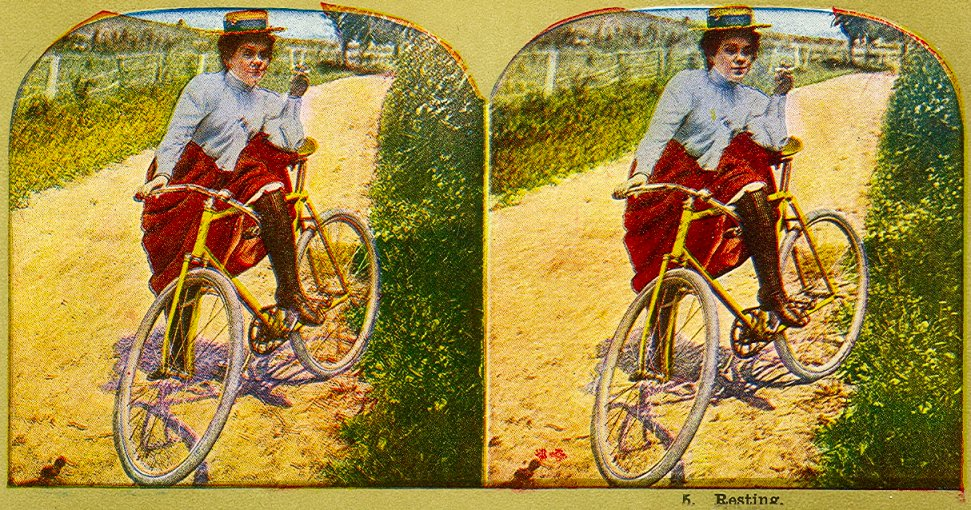
Stereoskopowa grafika z 1900 roku

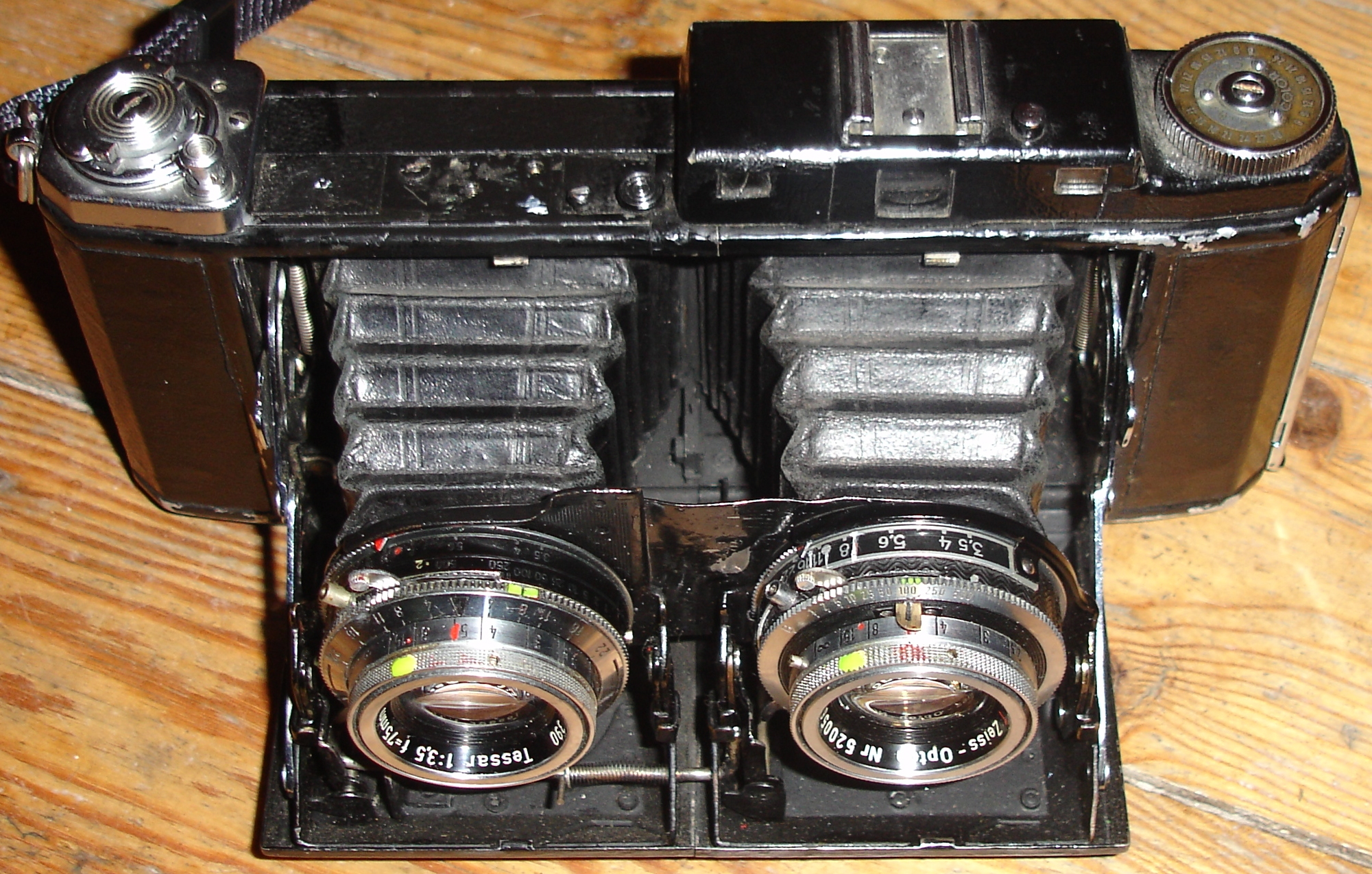
Aparat fotograficzny z dwoma obiektywami służący do tworzenia zdjęć stereoskopowych

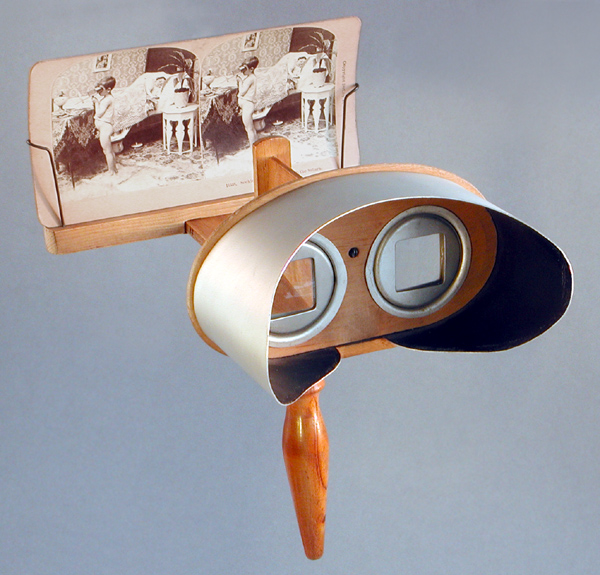
Stereoskop Holmesa

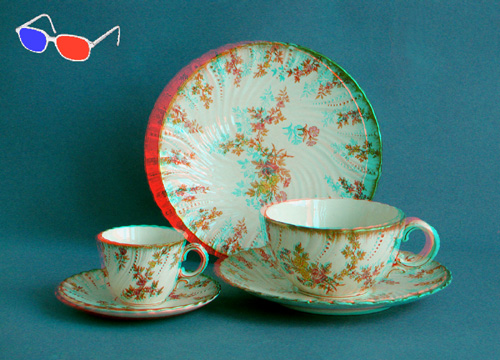
Stereoskopia komputerowa – anaglif

Stereoskopia – technika obrazowania oddająca wrażenie normalnego widzenia stereoskopowego, to znaczy odwzorowująca nie tylko kształt i kolor obiektów, ale także ich wzajemne zależności przestrzenne, odległość od obserwatora i głębię sceny.
Wymaga dostarczenia do mózgu dwóch obrazów, widzianych z perspektywy lewego i prawego oka. W tym celu wykonuje się parę zwykłych dwuwymiarowych obrazów (stereoparę), reprezentujących obiekt lub scenę z dwóch punktów widzenia, oddalonych tak jak oczy obserwatora. Obrazy składowe stereopary są bardzo podobne, ale różnią się nieco kątem widzenia obiektów i szczegółami wzajemnego przesłaniania się obiektów w scenie. To właśnie te drobne różnice niosą informację o trzecim wymiarze.
Przy pomocy jednej z wielu technik prezentacji przedstawia się lewy obraz lewemu oku, a prawy prawemu. W mózgu następuje połączenie tych dwóch obrazów w jeden obraz przestrzenny, zwany cyklopowym, ponieważ odbieramy go tak, jakby był widziany przez jedno „trójwymiarowe” oko umieszczone u nasady nosa.

## Sposoby odwzorowania trzeciego wymiaru
- Najstarszym i najprostszym sposobem tworzenia obrazów stereoskopowych było łączenie ich w stereopary, jak na ilustracji powyżej, i oglądanie przez stereoskop zaopatrzony w dwie soczewki sferyczne lub sferyczno-klinowe. Pierwszy stereoskop Wheatstone’a powstał w latach czterdziestych XIX wieku, a najbardziej rozpowszechniony model Holmesa w roku 1861. W drugiej połowie XIX wieku stereoskop stał się ulubionym sprzętem każdego salonu mieszczańskiego.
- Możliwe jest oglądania stereopar bez użycia stereoskopu. Przy prostoglądzie ustawia się oczy w zezie rozbieżnym tak, aby każde oko było skierowane na odpowiedni obraz stereopary. W przypadku krzyżoglądu obrazy są zamienione miejscami, a oczy ustawia się w silny zez zbieżny. W obu metodach wadą jest ograniczony format obrazów.
- Techniką, która zyskała popularność dzięki komputerowemu przetwarzaniu obrazów, jest metoda anaglifowa. Obrazy nałożone są na siebie i zabarwione są na kolory: czerwony i niebieski. Przy oglądaniu przez okulary o tak samo zabarwionych szkłach następuje separacja obrazów i pojawia się efekt przestrzenny przy nieco zubożonej kolorystyce.
- Również komputery umożliwiają oglądanie obrazów metodą migawkową. Obrazy są wyświetlane przemiennie na ekranie monitora, a okulary o szkłach ciekłokrystalicznych odsłaniają na przemian synchronicznie lewe i prawe oko.
- W kinach stosowana jest metoda projekcji przez filtry polaryzacyjne na ekran pokryty folią aluminiową. Kierunki polaryzacji obu filtrów są ustawione prostopadle względem siebie. Widzowie zaopatrzeni w okulary z analogicznie ustawionymi filtrami widzą ruchome obrazy o idealnej jakości.
- Na materiałach drukowanych stosuje się druk rastrowy. Obrazy składają się z prążków na przemian prawego i lewego obrazu, a nałożone przezroczyste folie z soczewkami cylindrycznymi zapewniają separację obrazów.

## Sporządzanie fotografii stereoskopowych
Przy sporządzaniu pary fotografii stereoskopowych ważny jest wybór bazy stereoskopowej, czyli rozstawu punktów widzenia. Naturalna baza – rozstaw oczu ludzkich – wynosi około 65 mm i tyle wynosi zazwyczaj rozstaw osi obiektywów aparatów stereoskopowych. Optymalny efekt widzenia przestrzennego uzyskuje się, gdy baza wynosi od 1/100 do 1/30 odległości do przedmiotów pierwszego planu. Przy fotografowaniu dalekich krajobrazów baza musi wynosić nawet kilka metrów; przy fotografowaniu drobnych, blisko położonych przedmiotów powinna być proporcjonalnie niewielka.
Przy motywach nieruchomych można wykonać oba zdjęcia kolejno jednym aparatem z przesunięciem o wymiar bazy, przy czym konieczne jest zachowanie równoległości osi optycznych obiektywu. W przypadku motywów ruchomych trzeba użyć dwóch aparatów z synchronizacją obu migawek lub jednego specjalnego aparatu o dwóch obiektywach.